# ناحیه گاگرا
ناحیه گاگرا (به لاتین: Gagra District) یک منطقهٔ مسکونی در گرجستان است که در آبخاز واقع شده‌است. ناحیه گاگرا ۷۷۲ کیلومتر مربع مساحت و ۳۹٬۳۹۰ نفر جمعیت دارد.